# Jungbunzlauer
Die Jungbunzlauer Holding AG ist ein Biotechnologie-Unternehmen mit Sitz in Basel in der Schweiz.
Zu den hergestellten Produkten gehören unter anderem Citronensäure, Xanthan, Glukonate, Milchsäure und Süßstoffe für die Lebensmittel-, Pharma- und Kosmetikindustrie sowie weitere industrielle Anwendungen.

## Geschichte
Ignatz Lederer errichtete 1867 im nordböhmischen Jungbunzlau eine Brennerei für Melasse. Im Jahr 1900 übernahm August Lederer die Leitung des Unternehmens und verlegte 1901 den Firmensitz nach Wien, um die Chancen der rasant wachsenden Hauptstadt von Österreich-Ungarn besser zu nützen. Gleichzeitig wurde das Aktienkapital auf 2,9 Millionen Kronen erhöht. Im gleichen Jahr wurde eine große Brennerei in Pernhofen, einem kleinen Ort im Tal der Pulkau bei Laa an der Thaya, angekauft. Nach dem Zerfall der Donaumonarchie wurde eine Tochtergesellschaft in der Tschechoslowakei gegründet, in die die tschechischen Fabriken überführt wurden. Diese wurde weiterhin von Wien aus kontrolliert.
Nach dem Tod von August Lederer übernahm dessen Neffe Hans die Leitung des Unternehmens, welches 1938 von den Nationalsozialisten arisiert und zerschlagen wurde. Die Familie Lederer wurde enteignet, Hans Lederer und sein damals bereits 85-jähriger Vater wurden noch im selben Jahr ins Konzentrationslager verschleppt und dort später ermordet.
1946 wurden die in der Tschechoslowakei verbliebenen Werke des Unternehmens verstaatlicht. Das einzig verbliebene Werk in Österreich in Pernhofen hatte durch die beiden Weltkriege fast alle Verbindungen in die damalige Tschechoslowakei verloren und bildete nun den Grundstock des Wiederaufbaus der Firma.
1967 kaufte Karl Kahane das Unternehmen. Die heutige Jungbunzlauer Holding AG ist im Besitz der Familie Kahane.

## Standorte und Produkte
Die Zentrale befindet sich in Basel in der Schweiz. Produktionsstandorte sind Pernhofen bei / in Laa an der Thaya (Österreich), Ladenburg (Deutschland), Marckolsheim (Frankreich) und Port Colborne (Kanada).
Heute erzeugt und vertreibt das Unternehmen neben Citronensäure auch Xanthan, Glukonate, Milchsäure und diverse Süßstoffe.

## Sanierung einer Deponie
Im letzten Jahrzehnt war u. a. eine Deponie im Gemeindegebiet Großharras (an das Werk angrenzend) zu sanieren, die eine Altlast des Pernhofener Werkes darstellt und auf der seit 1962 Produktionsabfälle abgelagert werden. Die Deponie schließt westlich an das Jungbunzlauer Werksgelände an und liegt etwa sieben Kilometer westlich von Laa an der Thaya – etwa zwei Kilometer von der tschechischen Grenze entfernt.
Auf einer Fläche von 14 ha wurden hier Abfallgips und hausmüllähnliche Gewerbeabfälle abgelagert. Der Gips ist ein Nebenprodukt bei der Produktion von Citronensäure. An die Deponie grenzen außer dem Werk Ackerflächen und im Süden die Pulkau an. Das Grundwasser war vor der Sanierung in etwa 400 m Umkreis verunreinigt, doch wurde es von keiner Ortschaft zur Trinkwasser-Gewinnung genutzt.

## Abwasser Einleitung in die Thaya
Mitte September 2021 entschied der Verwaltungsgerichtshof auf die Klage eines Biobauern, dass die Chemikaliengehalte des vom Werk Pernhofen emittieren Abwassers offengelegt werden müssen. Das Unternehmen wird auf Basis des Umweltinformationsgesetzes dazu verpflichtet und wartet noch auf einen Bescheid vom Landesverwaltungsgericht.